# Emmanuelle Léonard
Emmanuelle Léonard est une photographe et vidéaste canadienne née en 1971 à Montréal.
Elle a obtenu une maîtrise en arts visuels et médiatiques de l’Université du Québec à Montréal. Depuis 2007, son travail a été présenté au Canada et à l'international, incluant des expositions à Montréal, Dresde, Berlin, Toronto, Paris et Québec.

## Démarche artistique
Sa démarche artistique explore la dimension esthétique du documentaire ainsi que les thèmes de l'autorité, de l'institution et du pouvoir. Elle s'intéresse notamment à la photographie judiciaire et aux archives administratives, qu'elle déplace et manipule pour en questionner, par un glissement esthétique, le statut d'enregistrement et de preuve.

## Principales expositions

### Expositions individuelles
- Emmanuelle Léonard. Le déploiement / Deployment, Galerie de l’UQAM, Montréal, Canada, 2019[4],[2]
- Pinel – Nicolet – SQ : Emmanuelle Léonard // Investigations, VU – Centre de diffusion et de production de la photographie, Québec, Canada, 2017
- Emmanuelle Léonard: A Judicial Perspective, Gallery 44 Centre for Contemporary Photography, Toronto, Canada, 2011
- Emmanuelle Léonard. Juste une image, EXPRESSION – Centre d’exposition de Saint-Hyacinthe, Canada, 2011

- Emmanuelle Léonard. Le Bien, L'Œil de Poisson, Québec, Canada, 2010
- Police, Galerie Donald Browne, Montréal, Canada, 2010

- L’Annonciation, Galerie Donald Browne, Montréal, Canada, 2008
- Emmanuelle Léonard. J'appelle l'inquisition (Autoportraits), Occurrence – espace d’art et d’essai contemporains, Montréal, Canada, 2005
- Adoration, Pari Nadimi Gallery, Toronto, Canada, 2004
- Working, Mercer Union, Toronto, Canada, 2004

- La boîte en chantier, Plein sud – Centre d’exposition en art actuel, Longueuil, Canada, 1999
- Un ça, un ours, et le tonneau des Danaïdes, VU – centre de diffusion et de production de la photographie, Québec, Canada, 1998
- Descriptions, inscriptions, Centre d’art et de diffusion CLARK, Montréal, Canada, 1997

### Expositions collectives
- Re : Travailler ensemble / Re: Working Together – Emmanuelle Léonard et Émilie Monnet, Galerie UQO, Gatineau ; Carleton University Art Gallery, Ottawa, Canada, 2019
- L’attente / Waiting, Galerie de l’UQAM, Montréal, Canada, 2019
- Role-playing – Rewriting mythologies, Daegu Photo Biennale, Daegu Arts Center, Daegu, Corée du Sud, 2018
- Triennale Banlieue ! Là où se prépare le futur, Maison des arts de Laval, Canada, 2018

- À la recherche d’Expo 67 / In Search of Expo 67, Musée d’art contemporain de Montréal, Canada, 2017
- Voyons Voir… La collection de la Ville de Montréal s’expose !, Maison de la culture Notre-Dame-de-Grâce, Montréal, Canada, 2017
- Documentar, contar, mentir, Museo de la Cancilleria, Mexico ; Festival Cultural de Mayo, Guadalajara ; Centro Cultural Clavijero, Morelia, Mexique, en collaboration avec Occurrence – espace d’art et d’essai contemporains, Montréal, Canada, 2017
- Mutations, Magasin Général – Studio international en création multidisciplinaire, Rivière-Madeleine, Canada, 2016
- Jérôme, le saint, Musée d’art contemporain des Laurentides, Saint-Jérôme, Canada, 2016

- Le désordre des choses / The Disorderliness of Things, Galerie de l’UQAM, Montréal, Canada, 2015
- Actuellement en résidence – Véronique Leblanc, Astérides, Friche la Belle de Mai, Marseille, France, 2015
- Polyphonies, OPTICA, centre d’art contemporain, Montréal, Canada, 2015

- L’avenir (looking forward), La Biennale de Montréal, Musée d’art contemporain de Montréal, Canada, 2014
- Bande à part / Kids These Days, Foreman Art Gallery, Sherbrooke ; MSVU Art Gallery, Halifax ; Kamloops Art Gallery, Kamloops, Canada, 2014

- À Montréal, quand l'image rôde, Le Fresnoy – Studio national des arts contemporains, Tourcoing, France, 2013

- ABC: MTL, Centre Canadien de l’Architecture, Montréal, Canada, 2012
- The Grange Prize, Maison du Canada en partenariat avec le Musée des beaux-arts de l’Ontario et Aimia, Londres, Royaume-Uni, 2012
- Archi-féministes! : Performer l’archive, OPTICA, centre d’art contemporain, Montréal, Canada, 2012

- Le travail qui nous attend, La Triennale québécoise, Musée d’art contemporain de Montréal, Canada, 2011
- En obscurité, Les territoires, Montréal, Canada, 2011

- Au travail, Musée régional de Rimouski, Canada, 2010

## Musées et collections publiques
- Musée d'art contemporain de Montréal
- Musée national des beaux-arts du Québec[5]
- Phonothèque québécoise - Musée du son

## Prix
En 2005, elle a reçu le prix Pierre-Ayot de la ville de Montréal.
Elle a également été nommée pour le Grange Prize en 2012, et pour le prix en art actuel du Musée national des beaux-arts du Québec en 2014.